# 国鉄C58形蒸気機関車
国鉄C58形蒸気機関車（こくてつC58がたじょうききかんしゃ）は、日本国有鉄道（国鉄）の前身である鉄道省、運輸通信省、運輸省が導入した蒸気機関車である。
ローカル線用の客貨兼用過熱式テンダー式蒸気機関車で、8620形の速度と9600形の牽引力を兼ね備えた共通の後継機として設計され、1938年（昭和13年）から1947年（昭和22年）にかけて、431両（国鉄向け427両（樺太庁鉄道向け14両含む）、天塩鉄道・三井芦別鉄道向け各2両）が製造された。愛称はシゴハチである。

## 構造
国鉄のテンダー式蒸気機関車では唯一の2-6-2（1C1。プレーリー）型車軸配置を採用している。設計主任は細川泉一郎で、島秀雄は課長の立場で担当している。形態的には、煙室上部の煙突前に装備された給水暖め装置など、D51形量産型に似ている箇所がある。
国鉄の蒸気機関車としては、初めて密閉型の運転室が採用され、床部後方に延長して炭水車に接する部分に扉を設けている。一番動揺の激しい炭水車との接続部が床になったことで、機関助士の労働環境は大きく改善されたが、温暖な九州では扉を外して使用したものもあった。
また、ボイラ設計としては18kg/cm2に耐えうるものであったが、大戦勃発により付属品の高圧化が据え置かれたため、16kg/cm2となっている。
太平洋戦争の戦況悪化により、戦前・戦中の製造は1943年（昭和18年）発注分で中止され、D51形などのような木製デフレクター（除煙板）やカマボコ型のドームを装備したいわゆる戦時型は製造されず、戦後は1946年（昭和21年）から製造が再開された。
戦後製造分（C58 383以降）は、ボイラー径の拡大（1,364mm → 1,396mm）、炭水車を6-17型（石炭6t・水17t）から10-20型（石炭10t・水20t）型に拡大、無台枠の船底型に変更、台車の変更（軸ばね形プレート式 → まくらばね形鋳鋼製）とするなどの設計変更が行われている。

## 製造
本形式は、汽車製造と川崎車輛の2社で製造された。運用上の問題を抱えるC50形の代替と、9600形が大量（251両）に供出されたことから、増備は急ピッチで進められた。鉄道省向けのほかに樺太庁鉄道向けや民鉄向けにも製造されている。
製造年次ごとの番号と両数は次のとおりである。
- 1938年 - C58 1 - 50, 78 - 103, 105（77両）
- 1939年 - C58 51 - 77, 104, 106 - 198（121両）
- 1940年 - C58 199 - 259（61両）
- 1941年 - C58 260 - 309（50両）
- 1942年 - C58 310 - 329（20両）
- 1943年 - C58 330 - 351（22両）
- 1944年 - C58 352 - 368（17両）
- 1946年 - C58 383 - 407（25両）
- 1947年 - C58 408 - 427（17両）

製造所別の番号と両数は次のとおりである。
- 汽車製造（219両）
  - C58 1 - 10（製造番号1578 - 1587）
  - C58 78 - 196（製造番号1623 - 1642, 1648 - 1655, 1664 - 1671, 1694 - 1701, 1727, 1728, 1739 - 1760, 1772 - 1786, 1795 - 1809, 1820 - 1834, 1845 - 1850）
  - C58 275 - 289（製造番号2060 - 2074）
  - C58 310 - 329（製造番号2171, 2168, 2162 - 2167, 2169 - 2181）
  - C58 340 - 349（製造番号2332 - 2341）
  - C58 383 - 427（製造番号2519 - 2563）
- 川崎車輛（194両）
  - C58 11 - 77（製造番号1974 - 2003, 2022 - 2031, 2037 - 2041, 2062 - 2068, 2074 - 2088）
  - C58 197 - 274（製造番号2225 - 2234, 2245 - 2251, 2257 - 2262, 2277 - 2283, 2304 - 2310, 2316 - 2324, 2394 - 2410, 2480 - 2485, 2504 - 2512）
  - C58 290 - 309（製造番号2567 - 2576, 2594 - 2603）
  - C58 330 - 339（製造番号2781 - 2785, 2803 - 2807）
  - C58 350 - 368（製造番号2923 - 2932, 2938 - 2946）

### 樺太庁鉄道C51形
本形式は、樺太庁鉄道向けに製造された鉄道省C58形の同形機で、1941年から1943年にかけて14両が製造された。当初はC51形と称したが、後に鉄道省に準じたC58形に改称され、さらに1943年の南樺太の内地化に伴う樺太庁鉄道の鉄道省への編入により、C58 369 - 382となった。1943年製の4両は、樺太庁鉄道が発注したものだが、落成時はすでに鉄道省への移管後となっており、直接鉄道省籍に編入された。形態的には、新製費節減のため給水加熱器を省略しているのが特徴である。
これらは、1945年（昭和20年）、日本の敗戦とともにソ連に接収された。その後は、使用中の姿が写真で伝えられるなどしたが、詳細はよくわかっていない。
製造年次ごとの番号と両数は次のとおりである。
- 1941年 - 樺太庁鉄道C51 1 - 5 → C58 1 - 5 → 鉄道省C58 369 - 373（5両）
- 1942年 - 樺太庁鉄道C51 6 - 10 → C58 6 - 10 → 鉄道省C58 374 - 378（5両）
- 1943年 - （樺太庁鉄道C58 11 - 14） → 鉄道省C58 379 - 382（4両）

製造所別の番号と両数は次のとおりである。
- 汽車製造（3両）
  - C51 3 - 5（製造番号2077 - 2079）
- 川崎車輛（11両）
  - C51 1, 2（製造番号2424 - 2435）
  - C51 6 - 10（製造番号2656 - 2660）
  - C58 379 - 382（製造番号2815 - 2818）

### 天塩炭礦鉄道
天塩鉄道（1959年に天塩炭礦鉄道に改称）開業用として、1941年11月に1, 2の2両が汽車製造で新製（製造番号 2075, 2076）されたものである。樺太庁鉄道向けのものと同様、給水暖め装置は装備していない。それ以外は鉄道省向けのものと同じである。客貨両用として、1967年の廃止まで使用された。

### 三井芦別鉄道
三井鉱山芦別鉄道（後の三井芦別鉄道）が、1947年12月に汽車製造で新製（製造番号 2591, 2592）したもので、C58-1, C58-2の2両が導入された。購入は、同鉄道の地方鉄道移行後の1949年（昭和24年）で、汽車製造が見込み生産したものといわれている。形態は国鉄C58形の戦後製のものと同様であるが、やはり給水暖め装置は装備していない。C58-1は1967年（昭和43年）3月5日に廃車され、C58-2は1971年（昭和46年）3月31日に廃車後、旭川市の旭川通運トラックターミナルに保存されたが、同市内のニュー温泉に移設後、2014年（平成26年）3月に解体された。

## 運用

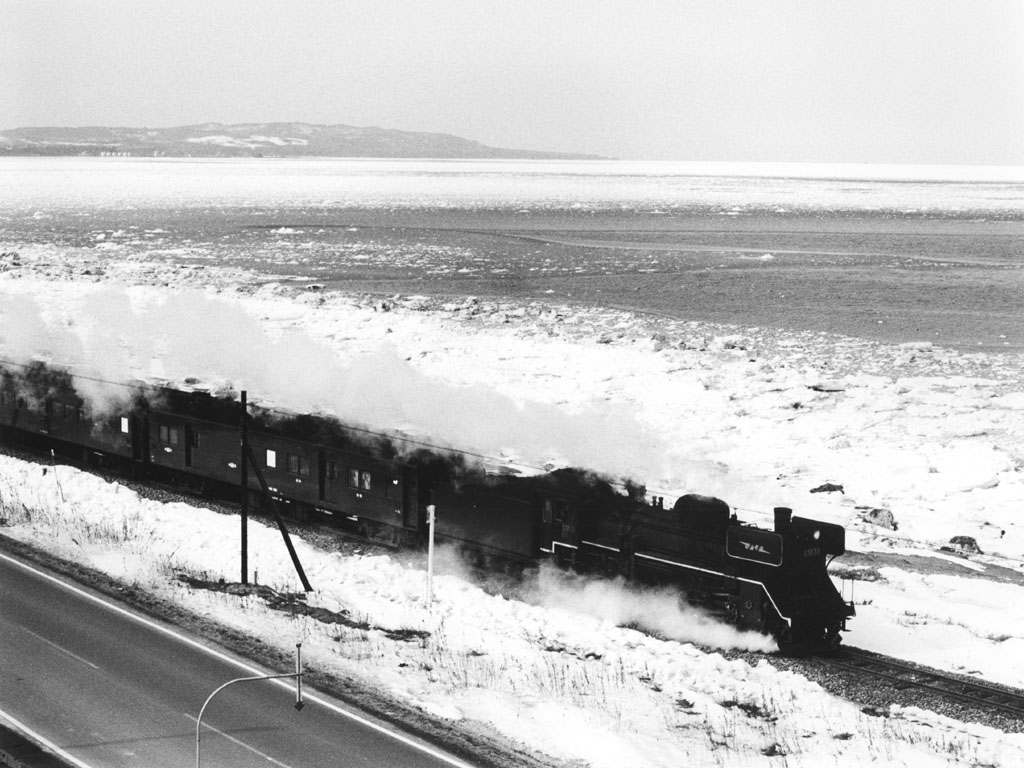
釧網本線を走行するC58 33

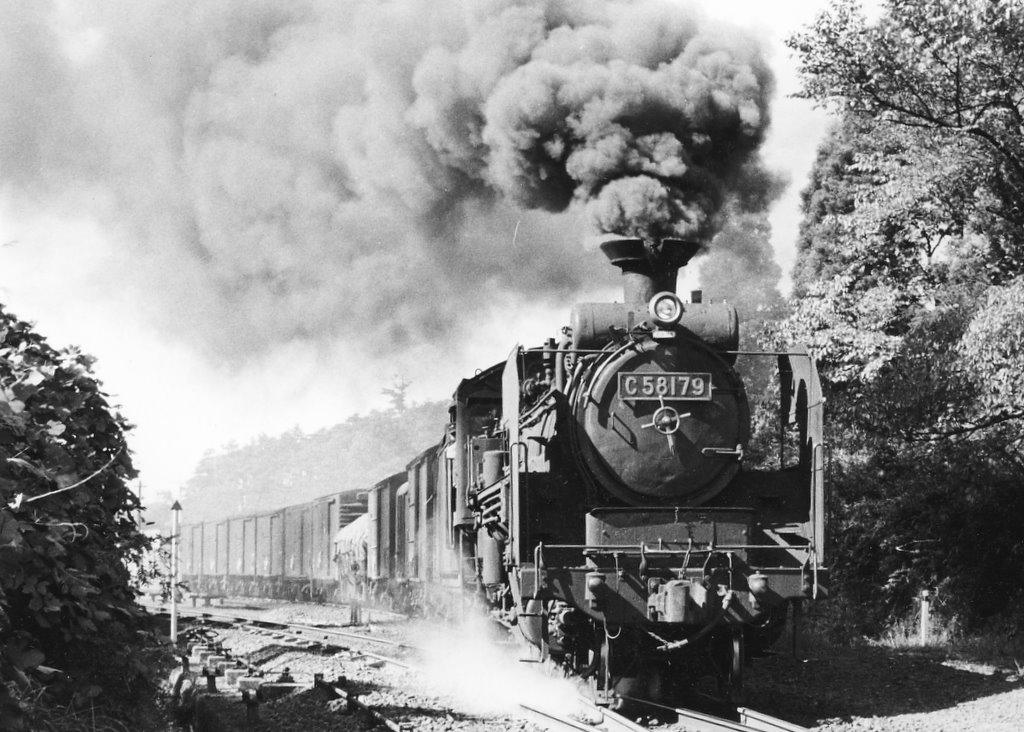
総武本線を走行するC58 179

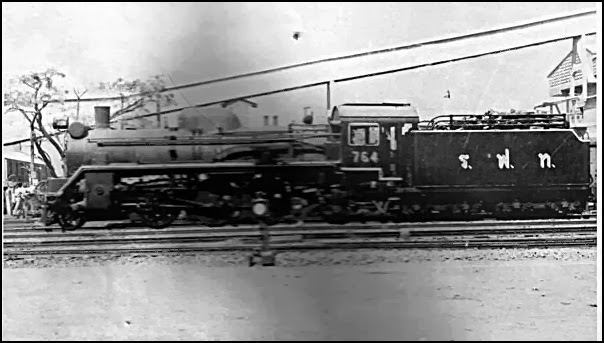
タイ国有鉄道番号764(旧鉄道省C58 136)

戦前から各地のローカル線や都市部の入換用として使用された。特に千葉、和歌山、四国全域では主力であった。
陸軍から250両の拠出命令を受け、実際に第一陣として太平洋戦争中の1944年には、50両 (C58 37 - 46, 49 - 58, 64 - 73, 89 - 96, 130 - 141) が軍に供出されることになり、6月から11月にかけて省の工機部（工場）で1m軌間に改軌され、実際に25両 (C58 37, 38, 40, 42 - 45, 53 - 55, 67, 68, 73, 91, 93 - 96, 130, 131, 133, 134, 136, 138) が南方に送られた。使用地はマライといわれるが、定かではない。この時期には、日本軍は既に制海権を失っており、そのほとんどが輸送中に沈没したようである。戦後、タイ国有鉄道において、4両 (C58 52, 54, 130, 136) が761 - 764として使用されているのが確認されているが、同地では軸重が大きすぎ、構内入換用以外の使途がなかったようである。未発送となった25両は復元され国鉄に復帰した。
戦後の新造が落ち着いた1948年7月1日には、本形式は388両が在籍した。鉄道局別の配置は、札幌36両、仙台75両、東京60両、名古屋43両、大阪72両、広島51両、四国32両、門司19両であった。
主な使用線区は、
- 札幌局管内 石北線、釧網本線、根室本線、札幌近郊の函館本線
- 仙台局管内 大船渡線、山田線、釜石線、横黒線、陸羽東線、陸羽西線、仙山線、磐越東線、磐越西線
- 東京局管内 水戸線、総武本線、山手線、横浜線
- 名古屋局管内 七尾線、小浜線、高山本線
- 大阪局管内 関西本線（奈良 - 湊町（現・JR難波）間）、紀勢西線、城東貨物線、伯備線
- 広島局管内 芸備線、宇品線、山口線、美祢線、山陰本線西部
- 四国局管内 予讃本線、土讃本線
- 門司局管内 久大本線、豊肥本線

である。このうち比較的輸送量の多い釜石線、横黒線、磐越西線では比較的早くにD50形やD60形により置き換えられた。
1949年に2両 (C58 238, 343) が廃車となったが、1963年までは1両の廃車も発生しなかった。
高速運転が可能であったC11形と同じ1520㎜径の動輪を採用したことで、80km/h以上の速度でも軽快で、C51形に伍するほどであった。一方、8620形よりも動輪の径が小さく、主連棒が短いことも重なり、高速時の動揺に驚く声もあった。紀勢本線での準急列車牽引時には曲線が連続する線形を速度制限いっぱいで運行する余裕のない厳しい運転が強いられ、250mの急曲線を制限速度ギリギリで入ると乗務員が危険性を感じるほどの動揺を生じる時期もあった。動揺の問題は丙線で65㎞/hを超えると他形式よりも大きくなることが報告されており、対策として従輪の復元力を30％増強させることで幾分緩和した。さらに先輪の仕様を変えることでよりよい成績をおさめたが、だいぶ時期が過ぎていたため普及することはなかった。
1955年ごろには、本形式を近代化しC51形に匹敵する性能を持たせたC63形が計画されたが、動力近代化の推進により、結局1両も製造されることなく終わった。
1956年4月1日時点での配置区と両数は、釧路12両、北見14両、苗穂13両、盛岡4両、宮古8両、釜石4両、一ノ関18両、黒沢尻（現・北上）4両、小牛田12両、仙台7両、郡山6両、小山4両、高崎第一4両、新小岩5両、千葉11両、佐倉6両、品川4両、高島9両、八王子8両、稲沢第一5両、美濃太田10両、高山9両、敦賀13両、七尾10両、竜華9両、王寺17両、奈良6両、和歌山14両、紀伊田辺18両、新宮8両、新見23両、浜田11両、備後十日市（現・三次）14両、津和野6両、正明市（現・長門市）5両、高松10両、多度津16両、高知10両、大分19両（計386両）である。
1957年9月5日からED45形を嚆矢とする交流電気機関車が仙山線で営業運転による試験を開始したが、これらD級交流電気機関車は当初客車への暖房供給設備を持たなかったため、冬季は専用の暖房車を必要とした。しかし、この暖房車確保が間に合わなかったことから、仙台および小牛田のC58形が代替暖房車として（動力車としては使用せず）しばしば連結された。ところが、これら初期の交流電気機関車は量産形式であるED71形に至っても水銀整流器を由来とする故障が絶えなかったため、その際にC58形がそのまま救援機に転身して運行を続ける事態がしばしば見られた。利用客からは、代替暖房車（C58形）が連結されていた場合、「当たり」と判断されたという。
1962年、岡山県内山陽本線での貨物列車脱線事故発生による赤穂線迂回運転において、C58形が151系「つばめ」「富士」「うずしお」を牽引した。
1965年頃に、残っていた8620形を本形式の転用で置き換えるプランが立案されたものの、横圧がやや大きくなるため若干の軌道強化が必要とされ、花輪線など置き換えを断念せざるを得なかった場面も存在した。
動力近代化計画の推進により計画的な廃車がされるようになり、1970年4月1日時点では234両となっていたが、新たな配置区として、鷲別区に苗穂区から2両、五稜郭区に九州・山陰地区から8両、八戸線用に尻内区へ10両、二俣線用に遠江二俣区に9両、長野区へ入換用として2両、亀山区へ草津線・関西本線用として4両、山陰本線東部用として福知山区に3両、豊岡区に5両、西舞鶴区に2両、津山線用として津山区へ14両などがある。九州では志布志線用として同線管理所へ3両が移っている。
本形式は定期特急の先頭に立つことはなかったが、北海道では急行「大雪」の編成そのままの北見 - 網走間の普通列車を牽引した。
臨時の運用としては陸羽東線で、奥羽本線の不通に伴って迂回運行した特急「あけぼの」、急行「津軽」、「おが」などの牽引に当たったことがある。20系寝台列車を前部補機付きの重連で牽引した。優等列車牽引はこの程度で数少ない。この「あけぼの」牽引は1973年4月12日に最後の事例が発生している。
お召し列車牽引にも何度も抜擢されたことがあり、安定した扱いやすい機関車であったことはここからも読み取れる。

## 保存機
貨客両用の万能機であり本線入換や支線運用など多岐にわたって全国各地で活躍していたことから、D51形と同様に梅小路蒸気機関車館をはじめ各地の博物館や公園などで多数が静態保存されており、そのうちの3両が動態保存とされた。2014年現在で、動態保存としての運転が行われているのは2両である。

### 動態保存機

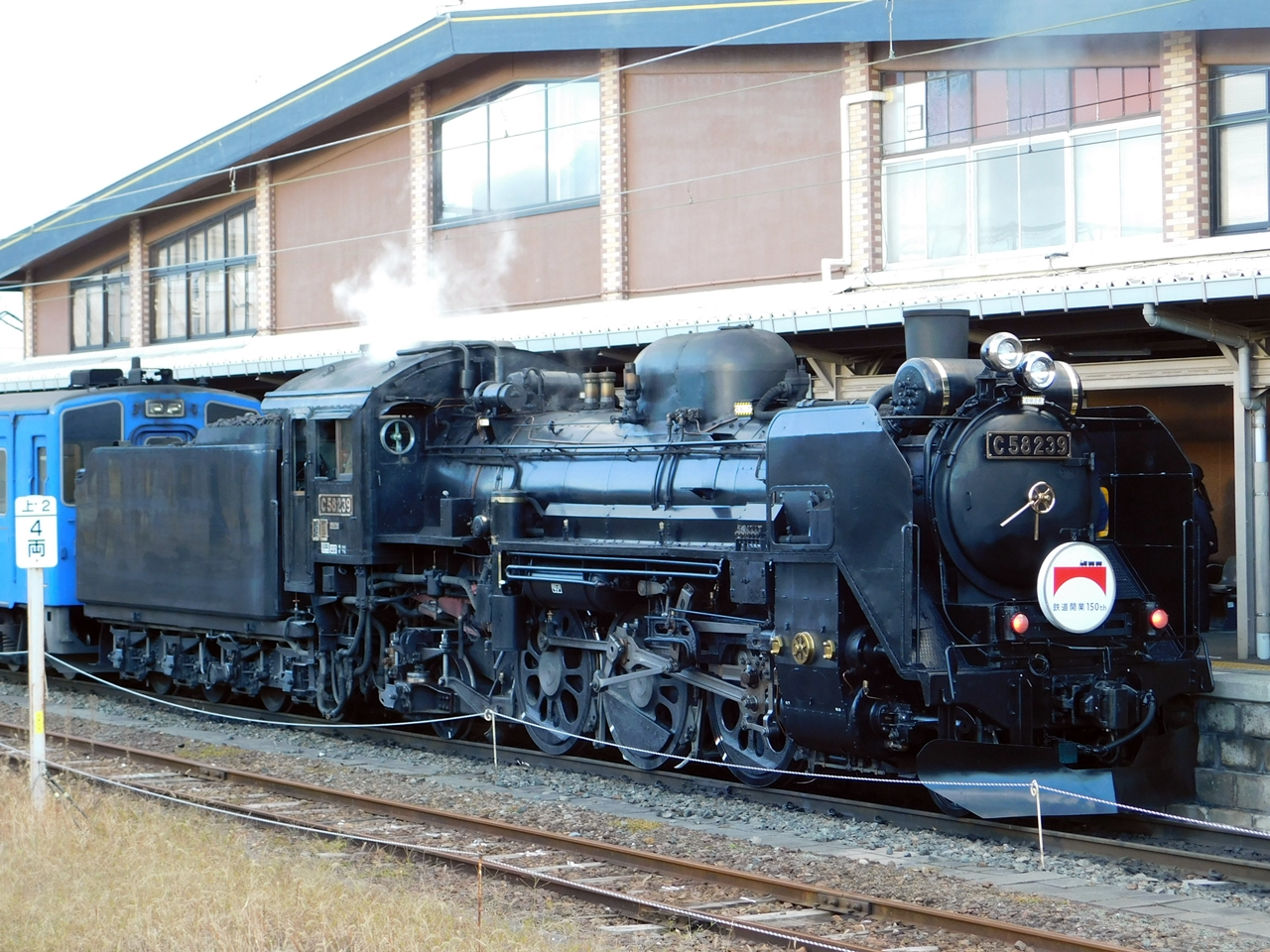
現在釜石線で動態保存されているC58 239

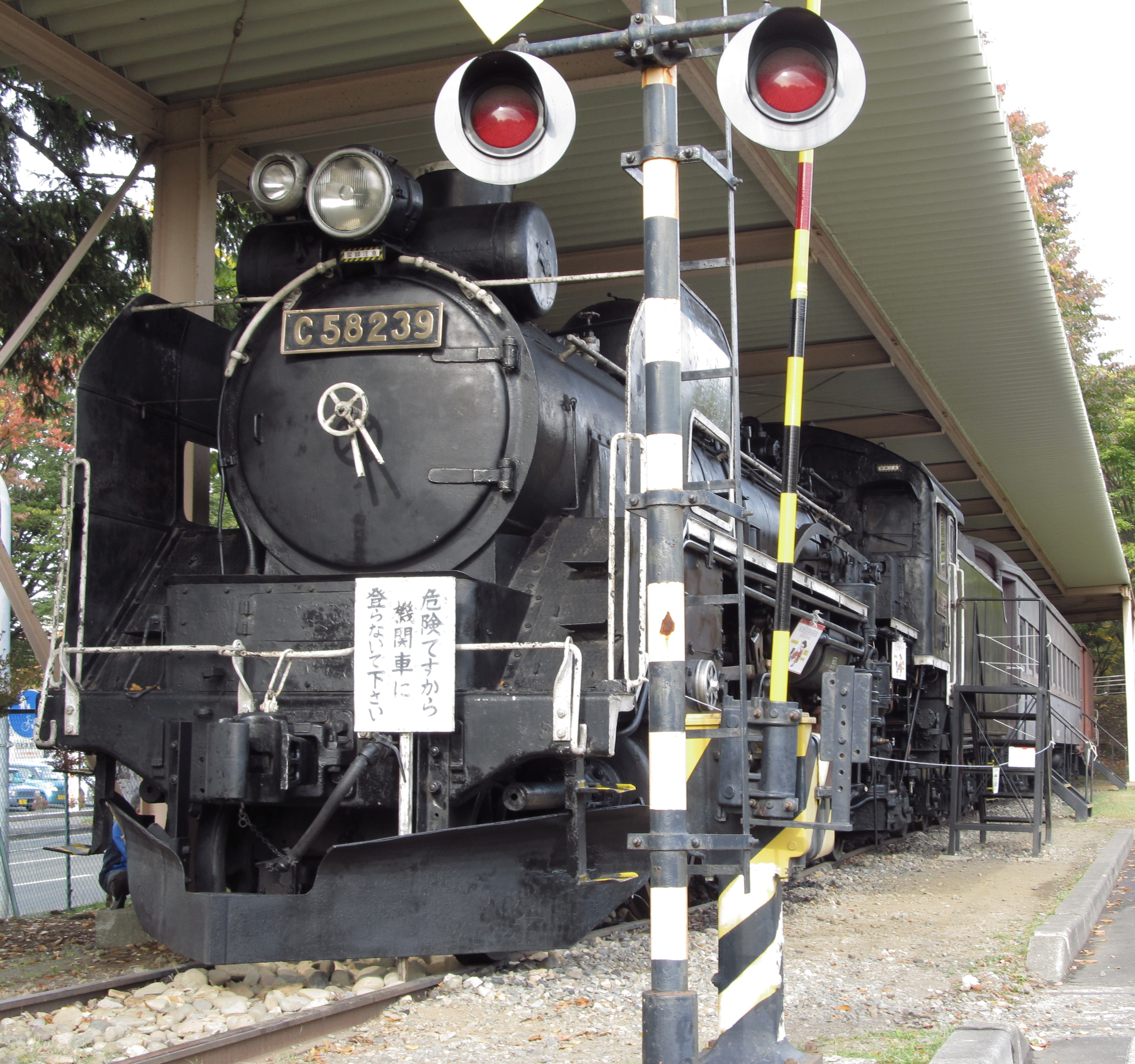
岩手県営運動公園にて保存されていた頃のC58 239

C58 239は1940年6月に川崎車輛（現・川崎重工業車両カンパニー）で新製。名古屋鉄道局に配属。1941年に奈良機関区所属を経て1943年5月に宮古機関区へ転属した。1970年2月28日の山田線無煙化記念列車を牽引した後、盛岡機関区へ転属し八戸線などで運用された後1973年5月1日に廃車となり、同年から岩手県営運動公園内交通公園にてオハ35 2001および有蓋車「ワム187953」と連結された3両編成の混合列車の状態で、ともに静態保存された。
交通公園内では、車両上部を覆う屋根が掛けられ風雨や積雪から守られていた。付近の道路からも見える位置に置かれ、公園内でも「危険ですから機関車に登らないで下さい」という注意書きが書かれている程度で立入りや近寄りを禁止する柵はなく、動輪や連結棒も間近で見ることができる状態で保存されていた。連結されていた客車に至っては、学校行事などで見学の申し出をすれば車内に立ち入ることもでき、落下式トイレも見学できるなど、静態保存車でありながら住民にとっては身近な存在であった。保管中は、元SL機関士らの団体が定期的に清掃を行い、あわせて可動部分などへ給脂を行うなど、静態保存車の中でも厚遇されている個体であった。
JR東日本は、東日本大震災からの観光復興を後押しする目的で、2013年度冬以降の営業運転開始を目指して当機を復元させる予定であることを2012年10月に発表した。同年12月4日に復元のために大宮総合車両センターへ向けて陸送され約1年に渡る復元工事を実施。2013年12月12日に火入れ式が実施され、1972年5月の廃車以来41年ぶりに当機のボイラーに火が灯された後、翌週の12月20日から数日間に渡って構内試運転が行われた。2014年1月6日に盛岡車両センター所属として車籍復帰し、翌7日に同所を出場した。尚、本機の復活に併せて、機関区跡地に放置されていた転車台も復活しており、こちらも話題となった。
当機は大宮総合車両センター出場後、ATS-P形の作動状況や急勾配の登坂性能を確認するために、まず高崎車両センター高崎支所に回送され、同所での構内試運転および上越線・信越本線での本線試運転を行った後、同1月末に盛岡車両センターへ回送され、1年2か月ぶりに故郷へ帰還した。2月2日に盛岡駅での展示会を実施後、本格的な本線試運転が開始された。3月7日に、フジテレビの企画『みちのくSLギャラクシー』で団体臨時列車として旅客を乗せた営業運転に復帰し、同4月12日より「SL銀河」として一般営業列車としての運行を開始した。
「SL銀河」としての定期運行は、年間80日程度（釜石行き・花巻行き各40日）とされ、東北地方を中心に他路線への出張運転も計画されている。また、この際に必要となる牽引客車に関しては、北海道旅客鉄道（JR北海道）からキハ141系気動車（キハ142-201・キサハ144-101・キサハ144-103・キハ143-155）を購入してジョイフルトレインに改造の上、使用する。ただし、キハ141系は釜石線内での急勾配区間に対応するため、動力機構は撤去せず自走可能な状態で使用する。この客車の内外装デザインは奥山清行が担当し、外装は宇宙空間をイメージした濃青色で包み、内装はモダンな大正・昭和ロマンの客室にプラネタリウムを用いたギャラリールームを設けた車内となっている。また、車番はジョイフルトレイン化に伴い、それぞれキハ142-701・キサハ144-701・キサハ144-702・キハ143-701と改番された。
当機は宮古機関区に在籍していた頃の姿をイメージとし、復元後の外観の変化としては、まず炭水車の重油タンクが新製され、それまでの特徴的な重油タンクと置き換えた上、炭水車内部に埋め込まれ、C57 180と同程度のすっきりとした外見に変更された。先に復活したC61 20と同様、運転室の窓枠はニス塗りとなり、LEDによる標識灯が追加、ヘッドライトは主灯・副灯の2灯装備で、2灯とも東北地方のC58形の標準的なスタイルだったシールドビームのLP405形が装備された（静態保存時、主灯は大型のLP403形であった）。なお、主灯が通常の大型のものを使用せず、小型のLP405形を採用した現代の復活機としては当機が初めてであり、この点においては賛否両論含め大きな話題を集めることになった。炭水車のライトについては、保存時のLP403形をそのまま流用して装着された。煙室の扉ハンドルもかつての黒色塗装となり、飾り帯の設置もない、往年の蒸気機関車の姿を髣髴させるスタイルとなった。なお、当機が現役時代宮古機関区に所属していた際に取り付けられていた郡山式の集煙装置については、大きな課題となっていた急勾配区間かつ長大トンネルが存在する陸中大橋駅 - 足ケ瀬駅間での運転環境がキハ141系の導入によって大きく改善されているため、外見美化の維持を含めて新製・設置は見送られている。また、スノープラウについては、静態保存時のスノープラウは長い鋭角型で、そのままでは機関車前部で他の車両と連結が出来なくなることと、カーブ等で先輪に接触する恐れがあったため、C61 20と同じタイプの角度が浅めのスノープラウを新製し取り付けている（現役時代の当機は、このタイプのスノープラウを装着して運用されていた）。復元後の使用用途は東北地方での運用が中心であるものの、関東圏でのイベント運行にも使用出来るように、新型の保安装置であるATS-P形とATS-Ps形に変更・追加装備された。また、これに合わせて防護無線装置とデジタル無線を導入した。ATS-Ps形設置に伴い、JR東日本所有の他機と同様、備え付けられていた機械式速度計から電気式速度計への載せ替えも実施された。
なお、外観については復活後の2014年夏に、一時的であるが給水温め器に金色の飾り帯を設置し、シリンダー排気口も金色化されたが、1か月ほどですべて元の黒色塗装に戻された。しかし2年目のはそれらに加え、煙室扉ハンドルを金色化したものに取り替え、空気圧縮器にも金帯が設置された。さらに、ヘッドライトの入れ替えが行われ、主灯として取り付けていたLP405形が炭水車のライトとして、炭水車のライトとして使用していたLP403形が主灯として使用されている。ちなみに、煙室扉ハンドルの締め位置は現在のD51 498とは反対向きにしている場合もおり、異色を放っている。ただしこれも1年間のみで、3年目の運行では元の姿に戻されている。4年目の2017年の運行では、運行開始当初は真っ黒であったが、6月に新製77年の喜寿を迎えるにあたり、初めて紫色のナンバープレートが装着され、これに合わせて主灯を除いて再び2年目仕様に変更した。喜寿を終えたその後も装飾はそのまま付き、復活5周年を迎える2019年はさらにパワーアップして、静態保存時代の姿のオマージュとしてランボード及び炭水車上縁に白線を追加、動輪の主連棒及び連結棒を赤色に塗った5周年仕様が登場した。7年目の2020年に再び復活初期の姿に復元された。同8月下旬から2021年6月にかけて、復活後初めての全般検査を実施。2021年の運行開始は8月下旬からとなった。同年の運行中は、煙室ハンドルを通常の一本手から十字型のハンドルに変更して運行し、更に月替わりでナンバープレートを青→赤→緑→紫→黒の順で付け替えを行って走行した。鉄道開業150周年を迎える2022年の運行は2018年の仕様に準じた状態で運行され、7月から前年同様月替わりでナンバープレートのリレーが行われ、青→緑→赤→黒の順で付け替えを実施。同10月にヘッドマークを定期運行では初めて通常のヘッドマークから変更が行われ、鉄道開業150周年の記念ヘッドマークを掲出した。そして同11月に装飾部の塗り潰しによる復活初期の仕様に戻し、ヘッドマークの取り付けを行わない漆黒状態で運行された。
2023年6月11日、客車として使用されているキハ141系気動車の老朽化に伴いSL銀河の運行が終了となった。今後の当機の動向としては、少なくとも2025年2月までは動態保存を維持し、その間にイベントの開催や他の活用方法の模索などを行う方針をとるという。

#### C58 363
1944年（昭和19年）2月19日に川崎車輛（現・川崎車両）で製造された（製番2941）。同年4月2日に釜石機関区（現・釜石線営業所）に配置され、5か月後の9月5日に仙台機関区（現・仙台総合鉄道部）に転属した。1950年（昭和25年）11月1日に長町機関区（現・仙台総合鉄道部）に転属してからは、主に入れ換え作業に使用された。1965年（昭和40年）10月22日には陸羽東・石巻線管理所（現・小牛田運輸区）、1966年（昭和41年）2月12日には郡山機関区（現・郡山総合車両センター）、同年8月24日には新庄機関区（現・新庄運転区）に配置され、廃車になるまで主に東北地方で使用された。1972年（昭和47年）12月1日に累計走行キロ数1,054,826kmで廃車となり、1973年5月31日から国鉄からの貸与という形で埼玉県北足立郡吹上町（現・鴻巣市）立吹上小学校に展示された。
廃車から15年後、国鉄分割民営化直前の1987年（昭和62年）3月6日に、翌年に開催された'88さいたま博覧会の目玉として復活することが決定し、車籍を復活。同年3月26日に高崎運転所（現・ぐんま車両センター）に配置され、そのまま東日本旅客鉄道（JR東日本）に承継された。車籍復活後、大宮工場（現・大宮総合車両センター）や大阪府のサッパボイラでの復元工事を実施し、同年12月26日に工事が完了、同年12月28日付けでJR東日本から除籍され、動態保存を行う秩父鉄道に移籍。1988年（昭和63年）2月22日から同鉄道で試運転が開始され、同年3月15日から秩父本線熊谷 - 三峰口間で「SLパレオエクスプレス」として運転を開始した。
当初は埼玉県北部観光振興財団の所有であったが、2000年（平成12年）に同財団が解散したため一時的に秩父市が所有した後、2003年（平成15年）からは秩父鉄道の直接所有となっている。以前はJR東日本の線区でも走行することもあり、上越線ではD51 498との重連運転も行われた。しかし、現在はJR東日本に積極的に貸し出していた先述の財団が解散したことで所有移譲先との使用条件が変わってしまったことや、JR東日本がC57 180などの蒸気機関車の自社保有・動態復元を優先的に進めたこと、JR線を走行するための最新保安装置（ATS-P形やATS-Ps形、デジタル無線など）が未搭載であることから、近年はJR東日本線区で旅客運用される機会は滅多にない。ただし、定期検査はJR東日本ぐんま車両センター、重要部検査・全般検査は大宮総合車両センターに委託しており、試運転は上越線高崎 - 渋川・水上間で実施される。
2012年（平成24年）4月4日に上越線敷島 - 津久田間で試運転中に車両故障が発生し自力走行不能となった。直後に救援列車が手配され秩父鉄道へ回送され、復旧作業実施後の同月9日までに秩父鉄道での試運転を実施21日には予定どおりに2012年の運行が開始された。しかし同年8月6日午前9時32分ごろに広瀬川原車両基地で入れ替え中に脱線。車軸折損ならびに車輪歪みなど損傷が発生。各部点検整備や復旧時に切り離した炭水車との再結合などを含んだ車体の組立作業に約半年かかるため、秩父鉄道では同年度に予定されていた運行をすべて電気機関車牽引による「ELパレオエクスプレス」としての運行に変更された。2013年3月20日より「SLパレオエクスプレス」の運行を再開した。
2020年（令和2年）は全般検査のため、「SLパレオエクスプレス」の運行を休止。この間も電気機関車牽引による「ELパレオエクスプレス」が運行された。その後全般検査が終了し、2021年（令和3年）2月13日から「SLパレオエクスプレス」の運行が再開した。

##### 復元後の当機の装備と容姿
「SLパレオエクスプレス」として運転を開始した当初は、当機の車体には装飾が施されており、車体前面（当初は「給水暖め器囲い」、その後「ボイラー扉」）に「PALEO EXPRESS」の文字が描かれ、炭水車側面部にも「PALEO EXPRESS」の文字とロゴマークが描かれ、ランボード側部も黄線で塗られていた。ただし、これは秩父鉄道で運転する時のみの装飾で、秩父鉄道以外の運転では装飾のない姿で登場している。
2009年（平成21年）11月21日から29日には、除煙板を「門鉄デフ」仕様に変更された。なお、現役時代に東北地方で活躍していた同機に門鉄デフを装備したことはない。また、同機に取り付けられた門鉄デフそのものも現役蒸機時代には存在しなかった"K-7型"門鉄デフをベースとした秩父鉄道オリジナルタイプであり、これを「"CH-1型"門鉄デフ」と命名した。2010年（平成22年）3月にも3日間限定でこの門鉄デフが取り付けられた。同年10月から11月にかけても門鉄デフが取り付けられたが、この時はかつてC58 112が装備していた「"K-9型"門鉄デフ」を再現したものを装備した。2013年5月には、かつてC58 33が装備していた、中央にJNRのロゴが入った「"G-2型"後藤デフ」仕様に変更して、6月30日までこの仕様で運転された。この後藤デフについてはその後も、同10月12日から11月10日までの期間にも装着。この際、JNRのロゴではなく「後藤工場標準車マーク」が取り付けられた。さらにその9年後の2022年（令和4年）11月25日から27日までの3日間、鉄道ファンの要望に応えてJNRロゴ付きの後藤デフが再び装着され、ランボード側部及び運転室下部に白線を入れて、可能な限りでC58 33の姿を再現した仕様で登場した。2024年（令和6年）には、同機の製造80周年（傘寿）を記念して5月19日から6月30日までの期間に「"CH-2型"門鉄デフ」を装備し運行された。

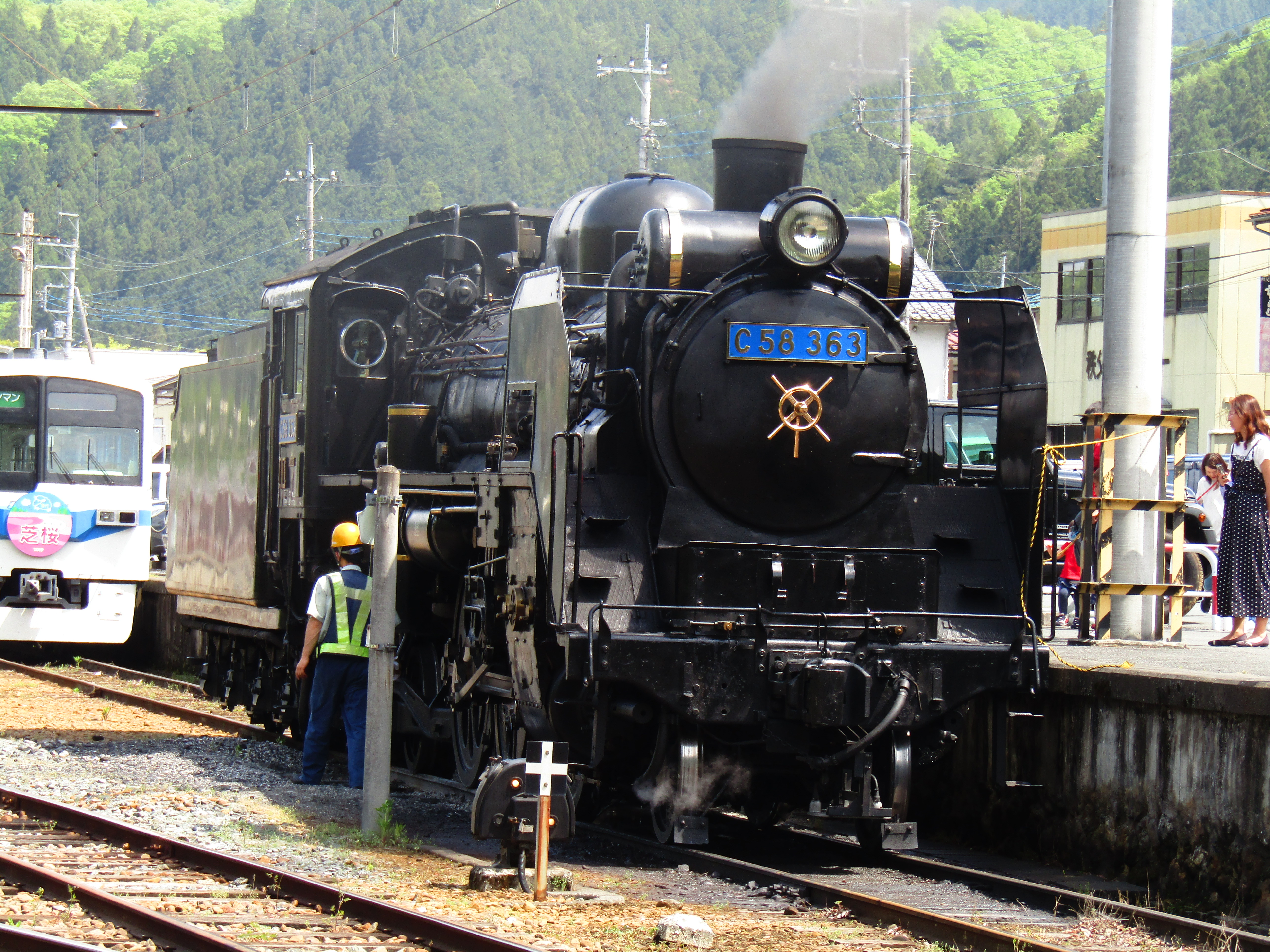
青地プレート使用時のC58 363（2019年5月）

通常のナンバープレートは黒地に形式名入りのものが使用されているが、イベントによって様々な色のプレートに交換することがある。2004年の秋には同機の製造60周年（還暦）を記念して赤地のものに変更され、その後も何度か赤地のものが使用されている。また、2008年の3月には「SLパレオエクスプレス」のファーストランを記念して、緑地のものに変更され、2009年の10、11月にも緑地のものが使用されている。2010年7月31日から8月31日の間は、形式名が入っていない戦後型ナンバープレートが使用された。同年秋の運転でも戦後型ナンバープレートが使用されたが、このときは前述のとおり除煙板を"変形"門鉄デフに変更していたため、非常に珍しいスタイルでの運転となった。2011年の春にも戦後型ナンバープレートが使用されている。なお、同機が戦後型ナンバープレートを装着したのは過去にも存在しており、2003年11月21日から同23日の3日間にかけて戦後型ナンバープレートが装着されている。運行開始30年目となる2017年に、その記念事業の一環として5月から6月にかけて、除煙板に鳳凰の装飾を飾り、連結器とその解放テコ及び煙室手すりを銀色に塗ったお召し仕様をイメージした特別仕様も登場した。2019年（令和元年）5月1日に、新天皇即位を記念して初めて青地のナンバープレートが使用された。その後もイベントに合わせ、その都度青地ナンバープレートを掲出し運転された。ただし、それまで使用されてきた赤地ナンバープレートは、同5月18日のわくわく鉄道フェスタで4枚全てが競売で販売されたため、赤地ナンバープレートを装着した当機は4月30日の「ありがとう平成号」を以って見納めとなった。2021年12月5日から2022年1月10日の運行までは、同機の製造から77年が経ち車両が「喜寿」を迎えた事を記念し、特注された紫地のナンバープレートが使用されている。緑地を除き、いずれのカラーリングも形式表示無しの戦後型ナンバープレートが用いられており、取付ボルトの位置が形式入りナンバープレートのものと合わないため、ナンバープレートの角縁に取付孔を増設して対応している。

同機の区名札はJR東日本高崎車両センター高崎支所を示す「高」の区名札が使用されていたが、2022年3月12日に同所がぐんま車両センター（区名札「群」）として独立・改称された事に伴い、同年より「秩」の区名札の使用が開始された。

##### 運行履歴
前述のとおり、同機は秩父鉄道の「パレオエクスプレス」としての運転以外にも、JR東日本管内の様々な路線で出張運転を行ったことがある。また、1998年（平成10年）にC11 325が、翌1999年（平成11年）にC57 180がそれぞれ復活するまではD51 498の故障や検査入場時の代走に用いられたこともあった。2001年（平成13年）以降は機関車貸し出しに伴う条件変更や上記のC11 325などの登場により、当機のJR線上での営業運行は極めてまれな事例となった。
- 1990年（平成2年） - 1996年（平成8年）1月 など - 上越線高崎 - 水上間「SL重連奥利根号」
  - 1996年（平成8年）7月 の運転では旧型客車を牽引。
  - 2000年（平成12年）3月16日には、試運転のみであるが12系ジョイフルトレイン「やすらぎ」を牽引。往路は同機が先頭に立った。
- 1996年（平成8年）、1997年（平成9年）2月など - 上越線高崎 - 水上間「SL奥利根号」
  - 全区間で後補機としてEF58 89（既廃車）やEF64 1001などが連結されていた。
- 1997年（平成9年）3月 - 磐越西線新津 - 津川間「SLえちご阿賀野号」
  - D51 498の故障による緊急代走。
- 1998年（平成10年）2月21日から3月8日までの土日 - 水郡線水戸 - 常陸大子間「SL奥久慈号」[28]
- 1998年（平成10年）12月12・13日 - 大糸線松本 - 信濃大町間「SL北アルプス号」[29]
  - 復路はEF64形電気機関車が牽引し[29]、当機は有火状態のまま最後尾で牽かれる形で連結されていた。
- 2000年（平成12年）12月24日 - 上越線高崎 - 水上間「SLC58やすらぎ号」
  - 前述の「やすらぎ」を牽引、全区間で後補機としてEF60 19を連結。
- 2001年（平成13年）1月 - 高崎線・上越線上野 - 水上間「ELSLみなかみ物語号」[30]
  - 当機の牽引区間は高崎 - 水上間、上野 - 高崎間を牽引したEF58 61を次位に従えての重連運転[30]。
  - 客車はSLばんえつ物語仕様の12系客車を使用[30]。
  - 同列車の牽引が埼玉県北部観光振興財団解散前最後の貸し出しとなった。
- 2011年（平成23年）9月24・25日 - 上越線高崎 - 水上間「SL重連レトロみなかみ号」
  - 9月24日はD51 498と約11年ぶりの、25日は新たに復活したC61 20と初の重連運転が実施された。客車は旧型客車6両で、上述の保安装置の不備により、2日間とも次位（本務機）としての運用だった。

このほか、2009年1月18日「さよならEF55横川号」が運転されたが、高崎駅での出発時にEF55形電気機関車と有火状態の当機が並べられた（ボイラー故障で長期に渡り運用を離脱していたD51 498に代わっての登場であった）。

#### 過去の動態保存機
梅小路蒸気機関車館にて保存されていたC58 1が1979年（昭和54年）、C57 1とともに山口線にて復活した。詳細は以下のとおり。
1938年（昭和13年）8月4日に汽車製造で製造され（製番1578）、新鶴見機関区（大宮機関区名義）に配置された。当初は横浜線の貨物列車に使用された。1949年（昭和24年）4月1日に千葉機関区へ転属してからは、房総西線（現・内房線）・房総東線（現・外房線）の旅客・貨物列車に使用されていた。しかし、C57形の入線により、同年7月6日に北へ送られることになり、1950年（昭和25年）5月30日に北見機関区へ転属した。1972年（昭和47年）9月16日に梅小路蒸気機関車館で収蔵されるが、1978年（昭和53年）12月に全検切れとなった。しかし、山口線での蒸気機関車牽引列車の運行が正式に決定されることになり、1979年（昭和54年）に鷹取工場で検査を受け、同年8月31日に山口線で試運転が実施された。1980年（昭和55年）1月5日に同線で団体列車を牽引し、C57 1の予備機となった。同線運転期間中は緑地や赤地のナンバープレートを装着し、集煙装置を取り付けて運行された。同年6月1日にC57 1との重連で運転された。その後も、C57 1との重連運転が時折行われ、旧型客車をC57 1との重連運転で牽引した実績もある。山口線以外での運行例は、1980年（昭和55年）6月13日から6月15日に横浜港開港120周年記念事業として横浜臨港線を走行し、1981年（昭和56年）12月6日から12月12日には日豊本線別府 - 豊肥本線三重町間において、「SL豊の国号」が運行された。
しかし、国鉄末期の財政難やボイラー老朽化による故障の連続発生などの事情から復活後最初の全般検査が実施されず、1984年（昭和59年）1月3日の初詣列車牽引を最後に運転を終了した。さらには梅小路蒸気機関車館保存機整理により、1986年5月30日（1987年3月という説もある）に車籍抹消となり、以後静態保存機として現在に至る。
北見機関区時代は、旋回窓やバタフライスクリーンなど北海道所属機特有の装備を施されていたが、除煙板については将来の保存を見越して切り詰め工事が行なわれず原形に近い姿を保っていた。平成時代ではお召し列車牽引時を想定した姿となっており、除煙板には金色の鳳凰が描かれた装飾が施され、ランボードに金色の手すりが追加されている。なお当機は、現役時代一度もお召し列車を牽引した実績を持っていない。2019年3月にC51 239がお召し仕様として整備されるにあたり、当機の装飾を利用したため除煙板の鳳凰が消失した（ランボードの手すりは存続）。また、2003年（平成15年）ごろにC56 160が全般検査に入場した際、汽笛の鳴り具合が悪かったことから当機のものと交換が行われ、現在のC56 160はこのC58 1が使用していた汽笛を吹鳴している。

### 静態保存機
| 北海道保存機一覧 | 北海道保存機一覧 | 北海道保存機一覧   | 北海道保存機一覧                                       | |
|                  | 画像             | 番号               | 所在地                                                 | 備考 |
| ---------------- | ---------------- | ------------------ | ------------------------------------------------------ | --- |
| 北海道           |                  | C58 98             | 深川市一已町一已1863 深川市桜山公園                    | 1975年、当時の桜山温泉パラダイスにナシ20 7・オロネ10 2058・オロネ10 68とともに設置されSLホテルとして使用された。SLホテル廃業後、客車は解体されたが当機はそのまま残っている。 |
| 北海道           |                  | C58 106            | 釧路市幸町12丁目 幸町公園                              | |
| 北海道           |                  | C58 119            | 北見市北進町4丁目 SL広場                               | |
| 北海道           |                  | C58 82             | 網走郡美幌町字西1条南5丁目 柏ケ丘公園                  | |
| 北海道           |                  | C58 139            | 紋別郡湧別町計呂地2620 計呂地交通公園 （旧計呂地駅跡） | 客車スハ45 17、オハ62 91と連結された状態で保存されており、夏期には客車は簡易宿泊施設として営業する。                                                                         |
| 北海道           |                  | C58 33             | 斜里郡清里町羽衣町39-85 羽衣児童遊園                   | JNRマーク付きの後藤工場式除煙板を装備する。 |
| 北海道           |                  | 三井芦別鉄道 C58-2 | 旭川市 ニュー温泉 ※解体済み                            | 2012年秋に閉館した後、施設ともども2014年3月に解体された。 |

| 東北保存機一覧 | 東北保存機一覧 | 東北保存機一覧                                      | 東北保存機一覧 | |        |
|                | 画像           | 番号                                                | 所在地 | 備考 |        |
| -------------- | -------------- | --------------------------------------------------- | --- | --- | ------ |
| 岩手県         |                | C58 103                                             | 一関市大手町2-16 一関市立一関図書館 | |        |
| 岩手県         |                | C58 342                                             | 北上市立花13地割67 北上市立公園展勝地 | |        |
| 宮城県         |                |                                                     | | |        |
|                | C58 365        | 宮城郡利府町 新幹線総合車両センター ※解体済み       | 島野仙台市長（当時）の鉄道公園構想に基づき、廃車後の1972年9月より、仙台市ガス局本庁舎裏の同局旧・原町工場の引込線跡で保存されていた。1994年11月に移転し、2019年12月に同施設内の保存車両ともども解体された。                                                                             | |        |
|                | C58 354        | 宮城郡利府町森郷町頭5 森郷児童遊園 ※解体済み        | 2022年6月解体。同年10月跡地にC58動輪モニュメントが建設された。また、C58 354のプレートは利府町文化交流センター北側入口付近に展示。 | |        |
|                | C58 228        | 石巻市中里3丁目8-12 北上公園                        | 中部地方で長年活躍し、最後に陸羽東線に配属。 1973年4月、奥羽本線芦沢-舟形間の不通により、青森方面と往来する優等列車が陸羽東線に迂回。 本機が急行津軽1号や急行津軽2号を牽引、特急「あけぼの」の後部補機を勤めた。 陸羽東線最後の蒸気機関車最終列車を勤めた後にDL予備機になった後に廃車。 | |        |
|                | C58 16         | 本吉郡南三陸町 松原公園 ※解体済み                   | 2011年3月11日発生の東北地方太平洋沖地震（東日本大震災）による津波で数十m内陸に流され、横転大破。翌2012年7月に現地解体された。 | |        |
|                | C58 122        | 栗原市 薬師公園 ※解体済み                           | 2008年3月解体 | |        |
|                | C58 114        | 大崎市岩出山城山 城山公園                           | | |        |
|                | C58 356        | 大崎市鳴子温泉星沼 中山平温泉駅前 ※解体済み         | 2022年6月解体 | |        |
|                | C58 19         | 大崎市古川新堀城野9-6 西古川児童遊園 （西古川駅前） | 2024年1月解体予定。 | |        |
| 山形県         |                | C58 304                                             | 新庄市若葉町11番14 金沢公園 | 一ノ関や横手で活躍 1969年3月22日、奥羽本線横手駅構内で本機が入換中にポイントに乗り上げて脱線する事故発生。C58 303とD51 124の救援を仰ぎ、15時に復線したがその過程で先台車を切断したため、土崎工場で修復工事を実施。4月には完全復帰した。 1971年廃車。 |        |
| 山形県         |                | C58 231                                             | 上山市河崎1丁目1 上山市民公園 | 1940年5月、川崎車輛製造（製造番号2308）。近畿地区で活躍、紀伊田辺ー和歌山区を中心に紀勢本線・和歌山線で使用。その後亀山区に移動し、関西本線や草津線の客貨、また紀勢本線の亀山口などで働く。1972年に小牛田に転属、1973年4月11日に発生した奥羽本線芦沢-舟形間の不通時には陸羽東線を迂回する急行津軽1号や2号を牽引した。最後は会津若松区で廃車。和歌山時代に装備したドーム後方のＡ型重油併燃装置のタンクが特徴。 | 福島県 |
|                | C58 328        | 田村郡三春町 緑地公園 ※解体済み                     | 2009年3月解体、第3動輪1対・ロッドの一部・煙室扉のみ現存 | | 福島県 |
|                | C58 244        | 南会津郡只見町大字只見宮前 只見振興センター         | | | 福島県 |
|                | C58 215        | 河沼郡会津坂下町石田甲650 会津坂下町立坂下小学校    | | | 福島県 |

| 関東保存機一覧 | 関東保存機一覧 | 関東保存機一覧 | 関東保存機一覧                            | |
|                | 画像           | 番号           | 所在地                                    | 備考 |
| -------------- | -------------- | -------------- | ----------------------------------------- | --- |
| 茨城県         |                | C58 275        | 笠間市石井2068-1 笠間市民体育館           | 東北で長く活躍し、晩年は志布志線に転属した。九州にいたＣ５８の特徴でキャブドアは外されている。                                                     |
| 栃木県         | C58-5          | C58 5          | 下都賀郡壬生町国谷2273 とちぎわんぱく公園 | 2017年にとちのきファミリーランドから移設された。                                                                                                   |
| 千葉県         |                | C58 217        | 旭市ロ1425 旭市中央児童遊園               | 新製から廃車までほぼ一貫して千葉地区で使用され、1941年公開の映画「指導物語」には1番違いのC58 218とともに撮影に使用され様々なシーンに登場している。 |
| 東京都         |                | C58 407        | 豊島区南大塚3丁目27-1 大塚台公園          | 廃車時まで北海道で使用されていたため、北海道形切詰除煙板を装備する。                                                                               |
| 東京都         |                | C58 395        | 羽村市羽4122 羽村市動物公園               | 廃車時まで北海道で使用されていたため、北海道形切詰除煙板を装備する。                                                                               |

| 中部保存機一覧 | 中部保存機一覧 | 中部保存機一覧                                        | 中部保存機一覧                                                 | |
|                | 画像           | 番号                                                  | 所在地                                                         | 備考 |
| -------------- | -------------- | ----------------------------------------------------- | -------------------------------------------------------------- | --- |
| 石川県         |                |                                                       |                                                                | |
|                | C58 140        | 羽咋市 今浜海浜児童公園 ※解体済み                     | 1995年解体、動輪および形式プレートは2008年より金沢駅にて展示。 | |
|                | C58 325        | 河北郡宇ノ気町（現・かほく市） 金沢鉄道学園 ※解体済み | 1989年ごろ解体、先輪・動輪・ロッドのみ現存                     | |
| 福井県         |                | C58 212                                               | 敦賀市本町2丁目5-3 本町第3公園                                 | |
| 福井県         |                | C58 171                                               | 小浜市大手町1 中央公園                                         | |
| 岐阜県         |                | C58 280                                               | 美濃加茂市本郷町1丁目9-8 美濃加茂市立古井小学校 ※学校敷地内    | 戦時中に機銃掃射を受けたため、所々に弾丸跡が見られる。 |
| 静岡県         |                | C58 322                                               | 三島市一番町19-3 楽寿園                                        | 二俣線などで活躍。1972年から楽寿園園内に静態保存。 |
| 静岡県         |                | C58 49                                                | 掛川市中央1丁目24-1 中央公園                                   | 川崎車輛製造 戦後は中国地方で働き、長門や三次区に配置。最後は小浜線で過ごし廃車。 シンダエプロンや埋め込みの前面補助灯などは広島工場整備の特徴を残している ヘッドマークステーがあり、三次区時代に準急「ちどり」を牽引した。 機関士席側には旋回窓の名残りがある。 |
| 静岡県         |                | C58 389                                               | 浜松市天竜区二俣町阿蔵148-1 天竜二俣駅前 機関車公園            | 1946年に汽車製造大阪工場で製造された戦後形で、高山機関区に1956年から1969年までの約13年在籍しており、高山本線で唯一の戦後型。舟底型テンダーをそなえる。先輪にD5164の刻印がある。高山本線とニ俣線の無煙化までいた。                                                |

| 近畿保存機一覧 | 近畿保存機一覧 | 近畿保存機一覧 | 近畿保存機一覧                                                  | |
|                | 画像           | 番号           | 所在地                                                          | 備考 |
| -------------- | -------------- | -------------- | --------------------------------------------------------------- | --- |
| 三重県         |                | C58 359        | 亀山市西丸町570 亀山公園ますみ児童園                            | 王寺区と竜華区に所属 タブレットキャッチャーや四角の明り取り窓、6-17 (石炭6t・水17t）タイプの炭水車が特徴。 潅水清浄装置の位置や、潤滑油のバルブがランボードの下に枕木方向に並ぶなど細かな違いがある。                                                                     |
| 三重県         |                | C58 51         | 松阪市立野町1370 中部台運動公園                                 | |
| 三重県         |                | C58 414        | 度会郡玉城町田丸114-1 お城広場                                  | 廃車時まで北海道で使用されていたため、北海道形切詰除煙板を装備する。 |
| 三重県         |                | C58 418        | 熊野市 下平公園 ※解体済み                                       | 2010年2月10日ごろより解体 |
| 京都府         |                | C58 1          | 京都市下京区観喜寺町 京都鉄道博物館                             | 旧動態保存機（上記参照） |
| 京都府         |                | C58 48         | 京都市右京区嵯峨天龍寺車道町 19世紀ホール（トロッコ嵯峨駅隣接） | 豊後森や厚狭、釧路で活躍。 切り詰めデフやツララ切り、タブレットキャッチャー、スノープロウの北海道形。 1974年廃車。 |
| 京都府         |                | C58 56         | 福知山市下新町32 福知山鉄道館ポッポランド2号館                  | |
| 京都府         |                | C58 113        | 舞鶴市字余部下地内 中舞鶴公園(中舞鶴駅跡)                       | |
| 京都府         |                | C58 390        | 与謝郡与謝野町字滝941-2 加悦SL広場                              | 加悦SL広場が閉園した後は不明 |
| 大阪府         |                | C58 66         | 大阪市中央区大阪城3-1 大阪城公園パークローソン大阪城公園店      | 陸軍南方方面作戦用供出対象車に選定されるも中止。 1946年、岩出駅構内踏切を旅客列車が通過中、遮断が遅れ、貨物自動車との衝突事故発生。 1949年、下田（現 香芝）駅を貨物列車が踏切で自動車に衝突。先輪1軸・動輪2軸が脱線する事故発生。無免許の修理工が踏切でエンストしていた。 |
| 兵庫県         |                | C58 170        | 豊岡市日高町岩中22 豊岡市立日高小学校                           | |
| 和歌山県       |                | C58 353        | 東牟婁郡那智勝浦町築地7丁目2 築地公園                           | |

| 中国保存機一覧 | 中国保存機一覧 | 中国保存機一覧                         | 中国保存機一覧 |      |
|                | 画像           | 番号                                   | 所在地 | 備考 |
| -------------- | -------------- | -------------------------------------- | --- | ---- |
| 山口県         |                |                                        | |      |
|                | C58 65         | 光市 市民ホール ※解体済み              | 2011年4月解体 |      |
|                | C58 36         | 美祢市大嶺町東分来福台283 美祢市民会館 | 2017年4月に修復が完了した。 修復完成記念のセレモニーで前照灯が点灯され、コンプレッサーによる圧縮空気を使用して汽笛が鳴らされた。 |      |

| 四国保存機一覧 | 四国保存機一覧 | 四国保存機一覧                         | 四国保存機一覧                                    |                                                               |
|                | 画像           | 番号                                   | 所在地                                            | 備考                                                          |
| -------------- | -------------- | -------------------------------------- | ------------------------------------------------- | ------------------------------------------------------------- |
| 香川県         |                | C58 12                                 | 高松市番町2丁目13-1 高松市番町二丁目公園          |                                                               |
| 香川県         |                | C58 295                                | 坂出市 御供所公園                                 |                                                               |
| 香川県         |                | C58 333                                | 仲多度郡多度津町大通り4-5 四国旅客鉄道多度津工場  | 1971年に準鉄道記念物に指定された。 引退走行時の高松駅の様子。 |
| 高知県         |                | C58 335                                | 高知市比島町4丁目8 高知県立交通安全こどもセンター | 1950年昭和天皇の高知県行幸時のお召列車牽引機。                |
| 愛媛県         |                |                                        |                                                   |                                                               |
|                | C58 312        | 喜多郡五十崎町（現・内子町） ※解体済み | 元SLホテル。2007年5月解体                         |                                                               |

| 九州保存機一覧 | 九州保存機一覧 | 九州保存機一覧 | 九州保存機一覧                                                          |                                                                       |
|                | 画像           | 番号           | 所在地                                                                  | 備考                                                                  |
| -------------- | -------------- | -------------- | ----------------------------------------------------------------------- | --------------------------------------------------------------------- |
| 宮崎県         |                | C58 277        | 小林市細野512-15 緑ヶ丘公園                                             |                                                                       |
| 鹿児島県       |                | C58 112        | 志布志市志布志町志布志3丁目26-1 志布志線大隅線記念公園 （旧志布志駅跡） | 門鉄式K-9タイプ除煙板を装備する。ヨ8951、キハ52 130と連結されている。 |